# Rhipidolestes nectans
Rhipidolestes nectans är en trollsländeart som först beskrevs av James George Needham 1928.  Rhipidolestes nectans ingår i släktet Rhipidolestes och familjen Megapodagrionidae. Inga underarter finns listade i Catalogue of Life.